# Haii, Romnî
Haii (în ucraineană Гаї) este un sat în comuna Basivka din raionul Romnî, regiunea Sumî, Ucraina.

## Demografie
Componența lingvistică a localității Haii
     Ucraineană (98,95%)
     Alte limbi (1,04%)
Conform recensământului din 2001, majoritatea populației localității Haii era vorbitoare de ucraineană (98,95%), existând în minoritate și vorbitori de alte limbi.